# 安陽公主 (曹魏)
安阳公主曹氏（？—？），是东汉末年三国时期曹魏势力的奠基人曹操的女儿，嫁给了荀彧长子荀恽，曹魏建立后被封为安阳公主。有子荀甝、荀霬。